# Dendrorycter marmaroides
Dendrorycter marmaroides är en fjärilsart som beskrevs av Tosio Kumata 1978. Dendrorycter marmaroides ingår i släktet Dendrorycter och familjen styltmalar. Inga underarter finns listade i Catalogue of Life.